# Nenahnezad
Nenahnezad (Navajo:Niinahnízaad) ist eine Gemeinde im San Juan County des US-Bundesstaats New Mexico. Im Jahr 2000 hatte die Gemeinde 726 Einwohner und eine Fläche von 9,3 km².